# 강다솜
강다솜(1986년 10월 21일~ )은 대한민국 방송사 MBC의 아나운서이다. 
- 강다솜은 2019년 7월까지 유튜브 개인방송을 업로드했었다.

## 경력
- 2008년 강다솜 잡지 모델 데뷔
- 2009년 1월 강다솜 신문기자 데뷔
- 2010년 11월 ~ MBC 공채 아나운서
- MBC 아나운서국 차장

## 학력
- 대원외국어고등학교 프랑스어과 (졸업)
- 고려대학교 법학과 (졸업)

## 진행

### 텔레비전
- 2011년 ~ 2013년: MBC 《MBC 뉴스투데이》 스포츠 투데이 주말 앵커
- 2011년 ~ 2012년: MBC 《MBC 뉴스투데이》 머니 & 트렌드 주말 앵커
- 2012년 ~ 2013년: MBC 《MBC 뉴스투데이》 주말 앵커
- 2012년 ~ 2013년: MBC 《뽀뽀뽀 아이 조아》 뽀미 언니 역
- 2013년: MBC 《찾아라! 맛있는 TV》
- 2013년 ~ 2014년: MBC 《MBC 뉴스데스크》 주말 앵커
- 2014년 ~ 2018년: MBC 《똑?똑! 키즈스쿨》 똑똑 선생님 역
- 2014년 ~ 2015년: MBC 《생방송 원더풀 금요일》
- 2014년: MBC 《스포츠 다이어리》
- 2015년: MBC 《여왕의 꽃》 '대한민국 방송 문화 대상' MC 역
- 2015년 ~ 2016년: MBC 《그린실버 고향이 좋다》
- 2015년: MBC 《문화사색》 책 읽는 풍경 (舊, 고전의 유혹) 코너
- 2018년 ~ : MBC 《실화탐사대》 MC
- 2019년 ~ 2020년: MBC 《MBC 뉴스데스크》 주말 앵커
- 2020년 ~ 2025년: MBC 《탐나는 TV》MC

### 라디오
- 2012년: MBC FM4U 《하이파이브》
- 2012년 ~ 2013년: MBC FM4U 《세상을 여는 아침》
- 2013년 ~ 2014년: MBC FM4U 《FM 데이트》
- 2014년: MBC 표준FM 《라디오 매거진 톡》
- 2015년 ~ 2019년: MBC 표준FM 《잠 못 드는 이유 강다솜입니다》
- 2017년 ~ : MBC 표준FM, MBC FM4U 《꿈의 지도》

## 출연

### 드라마
- 2014년~2015년: MBC 《전설의 마녀》 ... 뉴스 앵커 역
- 2020년: MBC 《십시일반》 ... 수면제 5인방을 다루는 뉴스의 앵커 역 (특별출연)

## 내레이션

### 텔레비전
- 2015년: MBC 《MBC 다큐스페셜》

## 수상 목록
- 2021년 MBC 방송연예대상 시사•교양부문 특별상